# Picturesque Matchstickable Messages from the Status Quo
Picturesque Matchstickable Messages from the Status Quo, den långa titeln på rockbandet Status Quos debutalbum, utgivet 1968. 
Status Quos debutalbum säger inte så mycket om vad som skulle komma från bandet på 1970-talet. Detta är ett pop-album med psykedeliska vibbar. Här finns också gruppens första hit "Pictures of Matchstick Men".

## Låtlista
Sida ett
1. Black Veils of Melancholy  (Rossi)  3:16
2. When My Mind Is Not Live  (Parfitt/Rossi)  2:49
3. Ice in the Sun  (Scott/Wilde)  2:14
4. Elizabeth Dreams  (Scott/Wilde)  3:28
5. Gentleman Joe's Sidewalk Café  (Young)  3:02
6. Paradise Flat  (Scott/Wilde)  3:13

Sida två
1. Technicolour Dreams  (King)  2:52
2. Spicks and Specks  (Gibb)  2:45
3. Sheila  (Roe)  1:56
4. Sunny Cellophane Skies  (Lancaster)  2:46
5. Green Tambourine  (Leka/Pinz)  2:18
6. Pictures of Matchstick Men  (Rossi)  3:16